# 唐纳德·大卫·德弗里兹
唐纳德·大卫·德弗里兹（英語：Donald David DeFreeze，1943年11月16日—1974年5月17日），曾經於1973年創立共生解放軍。1974年2月，德弗里兹和他人绑架了一名女子。在與警方的對峙中唐纳德·大卫·德弗里兹最終开枪自杀。